# Пражский фуникулёр
Пражский фуникулёр, фуникулёр на Петршине (чеш. Lanová dráha na Petřín) — фуникулёр в центре Праги, проложен по склону Петршинского холма. 

## История
Был введён в эксплуатацию в 1891 году как фуникулёр с водяным балластом (в нижней части вагона был предусмотрен резервуар для воды), проработал до начала первой мировой войны в 1914 году.
В начале 1920-х годов был восстановлен, в 1932 году - переведён на электричество и с перерывами проработал до 1965 года, когда из-за оползня работу фуникулера пришлось остановить. Ремонтные работы продолжались двадцать лет, 15 июня 1985 года он возобновил работу.
В период с 7 сентября 2015 до 7 апреля 2016 года был закрыт на реконструкцию.

## Современное состояние
Путь проложен по дуге. Линия имеет три станции. Обслуживается Транспортным предприятием Праги.
Нижняя станция, «Уезд» (чеш. Ujezd), находится у одноимённой улицы, рядом с остановкой трамваев 9, 12, 22 и рестораном «У Швейка». Промежуточная станция, «Небозизек» (чеш. Nebozízek), находится выше разъезда, поэтому в пути вагончики дважды, по очереди, останавливаются у платформы. На вершине холма, неподалёку от станции «Петршин» (чеш. Petřín) находятся Петршинская обзорная башня, розовый сад, обсерватория имени М. Р. Штефаника.

## Характеристики
- Система: Маятниковая, наземная, канатная дорога с неотделимыми вагонами, передвигающимися по однопутной дороге со стрелкой Абта, для перевозки пассажиров
- Путь: Дугообразный в открытой местности
- Полезная длина пути: 493,24 метров
- Строительная длина пути: 510,4 метра
- Минимальный уклон пути: 217,7 ‰
- Максимальный уклон пути: 295,7 ‰
- Средний уклон пути: 264,5 ‰
- Наклон пола в вагонах: 250 ‰
- Приводная станция находится на: 324,55 метра над уровнем моря
- Промежуточная станция находится на: 323,3 метрах от нижней станции
- Исходная станция находится на: 194,1 метра над уровнем моря
- Разность высот станций: 130,45 метра
- Ширина колеи: 1435 мм
- Число вагонов: 2
- Скорость поезда: от 3 до 4 м/с
- Скорость доведения состава: 0,5 м/с
- Длительность пути: 285 секунд с остановкой на промежуточной станции и 180 секунд без остановки.
- Провозная способность: 950 человек в час с остановкой на промежуточной станции и 1400 человек в час без остановки.
- Вместимость 1 вагона: 100 человек
  - Мест для сидения: 25
  - Мест для стояния: 75
- Вес пустого вагона: 12360 кг
- Вес вагона с нагрузкой: 20440 кг
- Канат: диаметр 35,5 мм
- Диаметр приводных колёс: 3000 мм
- Напряжение: 380/220 В, 50 Гц
- Мощность двигателя: 150 кВт, 730 об/мин
- Стоимость проезда (на май 2013): 24 кроны[2], для проезда можно также использовать проездные билеты для городского транспорта.

## Фотографии
- Подъезд вагона к станции Петршин
- Интерьер станции Петршин
- Фасад станции Петршин
- Пульт управления в кабине машиниста